# Implenia Construction

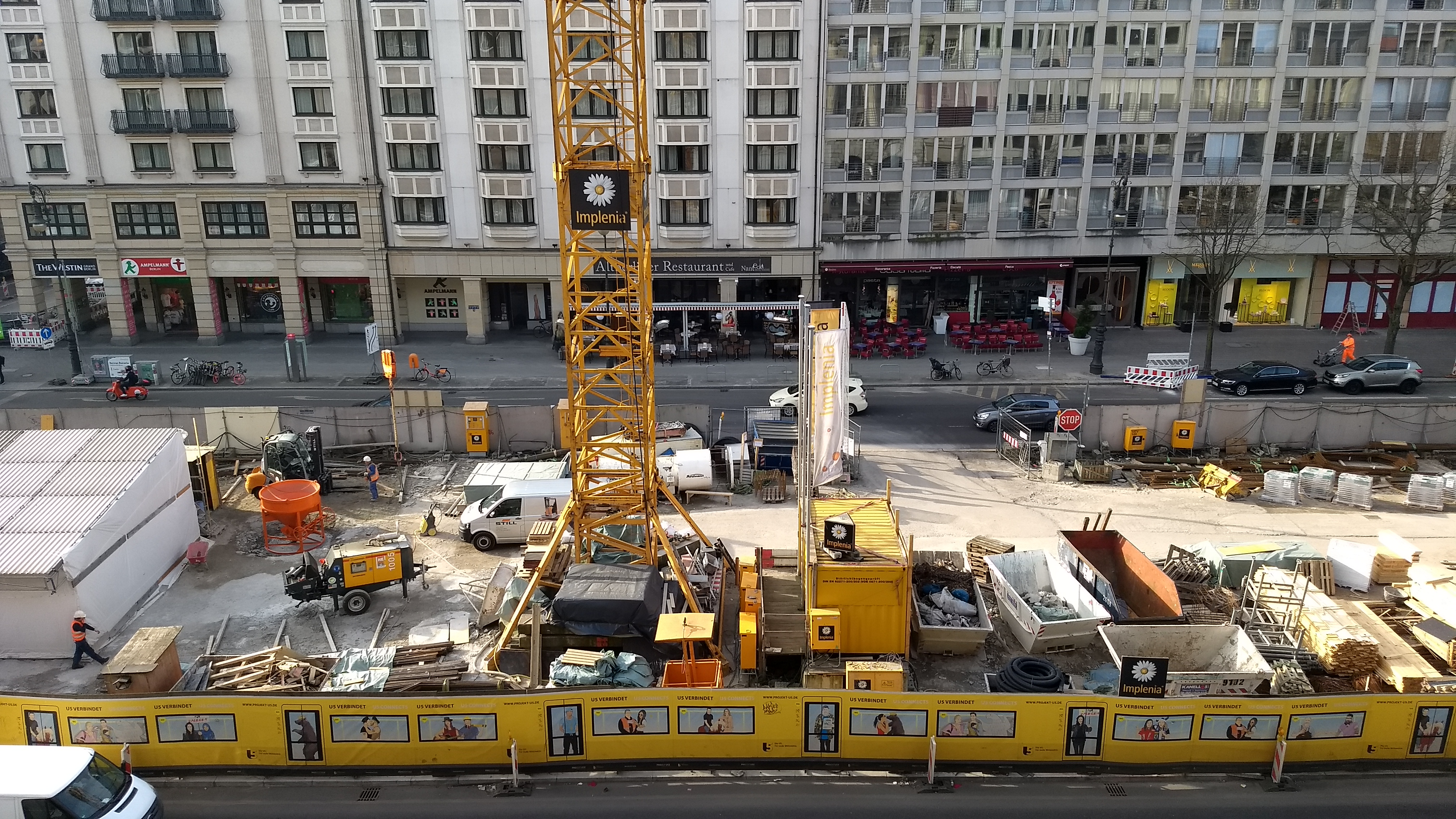
U-Bahn-Baustelle Unter den Linden, Berlin (2018)

Die Implenia Construction GmbH mit Sitz in Raunheim (vormals Bilfinger Construction GmbH) ist ein deutsches Bauunternehmen.
Das Unternehmen ist vorrangig auf die Planung und den Bau von Ingenieurbauwerken im Bereich Infrastruktur und Energie spezialisiert. Dazu gehören Tunnel-, Brücken- und Verkehrswegebau, sowie Ingenieurwasserbau und Spezialtiefbau. Eine weitere Spezialisierung gibt es im Bereich der Vorspanntechnik.
Vormals zu Bilfinger Berger gehörend, ist das Unternehmen seit 2015 Teil der schweizerischen Implenia-Gruppe.
Der Bilfinger-Konzern trennte sich im Zuge der Konzernneuausrichtung weitgehend von der Bausparte.

## Struktur und Niederlassungen
Bilfinger Construction betrieb in Deutschland neben dem Hauptsitz in Wiesbaden sechs weitere Niederlassungen in Berlin, Hamburg, Köln, Mannheim, Nürnberg und Passau. Außerdem wurde Bilfinger Construction durch eigene Außenstellen und Unternehmenstöchter in Skandinavien, Osteuropa, Ost- und Südostasien und im Mittleren Osten vertreten.
Zum Unternehmen gehörten auch verschiedene mittelständische Firmen, die jeweils auf bestimmte Teilleistungen, wie z. B. Bauwerksinstandsetzungen oder Schalungsbau spezialisiert waren.
Implenia Construction betreibt in Deutschland Niederlassungen in Raunheim, Mannheim, Berlin, Hamburg, München, Nürnberg und München. Der Deutschlandsitz befindet sich in Raunheim.

## Projekte
Bilfinger Construction konzentrierte sich sowohl national, als auch international auf die Abwicklung von Großprojekten mit ingenieurbaulichen Problemstellungen. Einige Projekte, an denen das Unternehmen mitgewirkt hat, sind im Folgenden aufgelistet:

### Infrastruktur
- Bang Na Expressway (Thailand) – 55 km lange Hochstraße, die Bangkok mit dem Umland verbindet
- Golden Ears Bridge (Kanada) – ca. 1 km lange Straßenbrücke über den Fraser River
- Teilabschnitt des Gotthard-Basistunnels (Schweiz) – 6,5 km langer Tunnelabschnitt bei Sedrun
- Puente Centenario (Panama) – ca. 1 km lange Straßenbrücke über den Panama-Kanal
- Schnellfahrstrecke Nürnberg–Ingolstadt
- S-Bahn-Linie 21 (Berlin)
- Verlängerung der U-Bahn-Linie 5 (Berlin)
- Wehrhahn-Linie – 3,4 km langer Ausbau der Düsseldorfer Stadtbahn

### Ingenieurwasserbau und Energie
- Gründungen für das London Array (Großbritannien/Nordsee) – Offshore-Windpark in der Mündung der Themse mit 341 Windkraftanlagen
- Schiffshebewerk Niederfinow Nord (Brandenburg)
- Talsperre Leibis-Lichte (Thüringen) – ca. 100 m hohe Staumauer der Trinkwassertalsperre
- Wasserstraßenkreuz Magdeburg – Überquerung des Mittellandkanals über die Elbe